# تفجيرات أنقرة (فبراير 2016)
تفجيرات أنقرة 2016 هما تفجيران انتحاريان وقعا تحت جسر يؤدي إلى محطة قطارات أنقرة في حي أولوص في العاصمة التركية أنقرة في حوالي الساعة 18:31 بتوقيت تركيا في يوم 17 فبراير 2016 وتسبب بمقتل 28 وجرح العشرات. لحق هذا الهجوم في اليوم التالي تفجيرًا لقافلة عسكرية على الطريق بين ديار بكر وليجي، قُتل فيه 7 من أفراد الأمن.

## الضحايا

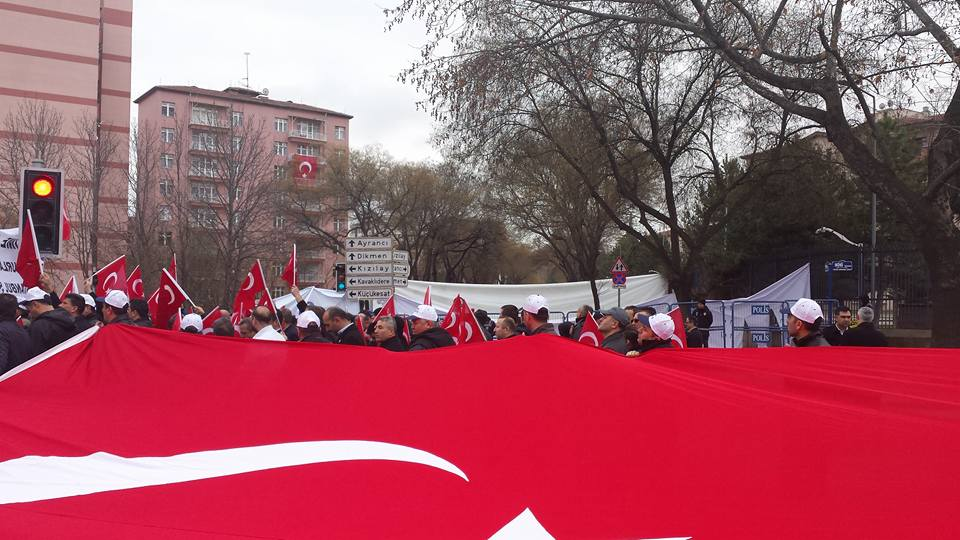
الآلاف في احتجاجات في جميع أنحاء تركيا

أعلن نائب رئيس الوزراء التركي والمتحدث باسم الحكومة نعمان قورطولموش إن الانفجار الإرهابي أسفر عن مقتل 28 شخصا وإصابة 61 آخرين، وذلك بعد حصيلة سابقة بلغت 18 قتيلا و45 مصابا.

## مرتكبو التفجيرات
اتهم رئيس الوزراء التركي أحمد داوود أوغلو وحدات حماية الشعب الكردية بتنفيذ لهجوم بالاشتراك مع حزب العمال الكردستاني. وأعلن أوغلو أن المفجر سوري الجنسية ويسمى صالح نجار. نفى رئيس حزب الاتحاد الديمقراطي الكردي الاتهامات الموجهة لحزبه، كما دافع عن وحدات حماية الشعب الكردية قائلًا إنها لم تطلق رصاصة واحدة على تركيا ولا تعتبرها عدوًا.

## ردود الفعل

### الدولية
- السعودية: عبر مصدر مسؤول بوزارة الخارجية عن إدانة المملكة واستنكارها الشديدين للتفجير الإجرامي الذي شهدته مساء أمس العاصمة التركية أنقرة، وأسفر عن سقوط عدد من القتلى والجرحى وأكد المصدر تضامن المملكة ووقوفها إلى جانب تركيا في محاربة الإرهاب بأشكاله وصوره كافة وأينما وجد ومهما كانت الدوافع المؤدية إليه أو الجهات التي تقف خلفه.[7]
- المغرب : ادانت المملكة المغربية التفجيرين كما عبر الشعب المغربي عن استنكاره للهجمات في مواقع التواصل الاجتماعي
- الكويت: أدانت الكويت التفجير الإرهابي الذي استهدف حافلات عسكرية في أنقرة ونقلت وكالة الأنباء الكويتية «كونا» عن مصدر مسؤول في وزارة خارجية الكويت «تأكيده وقوف بلاده إلى جانب الأصدقاء في تركيا ودعمها جميع الإجراءات التي تتخذها أنقرة في سبيل الحفاظ على أمنها واستقرارها» واختتم المصدر تصريحه بتقديم تعازي المملكة حكومة وشعبا لأسر الضحايا ولحكومة وشعب جمهورية تركيا الشقيقة مع الأمنيات للمصابين بالشفاء العاجل.[8]
- الإمارات العربية المتحدة: أدانت دولة الإمارات التفجير الإرهابي الذي استهدف حافلات عسكرية قرب البرلمان ومبان حكومية ومقر الجيش التركي في العاصمة أنقرة وأسفر عن مقتل واصابة العشرات وأكد الشيخ عبد الله بن زايد آل نهيان وزير الخارجية على " تضامن دولة الإمارات مع تركيا انطلاقا من موقفها الثابت والراسخ لنبذ الإرهاب بكل صوره وأشكاله وعبر الشيخ عبد الله بن زايد عن خالص تعازيه ومواساته لأهالي وأسر الضحايا وتمنياته بالشفاء لجميع المصابين.[9]
- البحرين: أدانت مملكة البحرين التفجير الإرهابي الذي استهدف حافلات عسكرية قرب البرلمان ومبان حكومية ومقر الجيش التركي في العاصمة التركية أنقرة وأسفر عن مقتل وإصابة العشرات وأعربت عن خالص تعازيها ومواساتها لأهالي وذوي الضحايا وتمنياتها بالشفاء العاجل لجميع المصابين جراء هذه العمل الإرهابي الذي يستهدف زعزعة الأمن والاستقرار.[10]
- قطر: أعربت دولة قطر عن إدانتها واستنكارها الشديدين للتفجير الإجرامي الذي شهدته العاصمة التركية أنقرة، وأسفر عن سقوط عدد من القتلى والجرحى وقدم البيان التعازي لأسر الضحايا ولحكومة وشعب تركيا مع الأمنيات للمصابين بالشفاء العاجل.[11]
- مصر: أدان المتحدث الرسمي باسم وزارة الخارجية المصرية بأشد العبارات التفجير الإرهابي الذي وقع في العاصمة التركية أنقرة، والذي أسفر عن مقتل وإصابة العشرات من الجيش التركي والمدنيين، معربا عن تعازي جمهورية مصر العربية للشعب التركي ولأسر الضحايا، متمنيا الشفاء العاجل للمصابين.[12]
- تونس: أدانت وزارة الخارجية التونسية التفجير الإرهابي الذي استهدف العاصمة التركية، أمس الأربعاء، وأودى بحياة عدد كبير من الضحايا وقال بيان لوزارة الخارجية التونسية إن "تونس تتقدم بأحر التعازي وبالغ عبارات المواساة إلى تركيا حكومة وشعبا.[13]
- العراق: دانت وزارة الخارجية العراقية في بيان لها، العملية الارهابية التي استهدفت عدداً من الحافلات العسكرية وسط العاصمة التركية أنقرة وقالت الخارجية العراقية في بيان لها اليوم الخميس انها تكرر موقف العراق الثابت والراسخ في وقوفه ومؤازرته لأي دولة تتعرض لخطر التنظيمات الارهابية وعملياتها البشعة.[14]
- فلسطين: أدانت حركة المقاومة الإسلامية «حماس» الانفجار الذي وقع في العاصمة التركية أنقرة، ووصفته بـ«الآثم» وعبرت الحركة عن تضامنها الكامل مع تركيا في مواجهة «الاٍرهاب» الذي يستهدف أمنها واستقرارها وتوجهت الحركة بالعزاء إلى أهالي الضحايا، ودعت الله بالشفاء للجرحى والمصابين وأن يحفظ تركيا من كل سوء، وأن يديمها ذخراً للشعب الفلسطيني ولقضايا الأمة، وفق تعبير البيان.[15]
- الأردن: دانت الحكومة الأردنية التفجير الإرهابي الذي وقع بالعاصمة التركية أنقرة مساء امس الأربعاء، وادى إلى مقتل واصابة العشرات واكد وزير الدولة لشؤون الإعلام الناطق الرسمي باسم الحكومة الدكتور محمد المومني، تضامن الأردن مع الحكومة والشعب التركي الصديق في مواجهة الإرهاب الأعمى.[16]
- الجزائر: دانت الجزائر بشدة التفجير الإرهابي الذي استهدف يوم أمس موكب سيارات عسكرية في العاصمة التركية أنقرة وراح ضحيته العشرات ما بين قتيل وجريح وأعربت الجزائر في بيان صادر عن وزارة الخارجية اليوم، عن تضامنها التام مع تركيا حكومة وشعباً، مؤكدة رفضها للإرهاب بجميع أشكاله.[17]
- باكستان: دانت باكستان تفجيرا إرهابيا ضرب أنقرة التركية وأسفر عن نحو 28 قتيلا وعشرات المصابين واستهدف تفجير بسيارة انتحارية قافلة عسكرية في العاصمة التركية يوم الأربعاء وقالت وزارة الخارجية الباكستانية إنها «تنعي ببالغ الحزن والأسى ما بلغها من انفجار قنبلة في أنقرة» وأضافت في بيان أن «باكستان تدين هذا الهجوم الإرهابي بأقوى العبارات وتجدد التأكيد على تضامنها الثابت مع تركيا».[18]
- إيران: أدان المتحدث باسم الخارجية الإيرانية حسين جابر أنصاري، بشدة الانفجار الذي هز العاصمة التركية مساء أمس، وأسفر عن مقتل وإصابة العشرات وأكد في تصريح، اليوم الخميس، أن "هذا الحادث يؤكد من جديد أهمية التكاتف الدولي من أجل القضاء على الإرهاب الذي يعد خطرًا مشتركًا يهدد العالم.[19]
- اليابان: أدانت اليابان بشدة اليوم الخميس التفجير «الإرهابي» الذي وقع في العاصمة التركية انقرة وأسفر عن قتل 28 شخصا على الاقل واصابة 61 آخرين وقال المتحدث باسم وزارة الخارجية اليابانية ياسوهيسا كاوامورا في بيان ان «الإرهاب لا يمكن تبريره بأي سبب من الاسباب» مؤكدا تضامن بلاده مع تركيا والمجتمع الدولي في مواجهته وأعرب كاوامورا عن تعازي اليابان للشعب التركي ولاسر الضحايا متمنيا الشفاء العاجل للمصابين.[20]
- كوريا الجنوبية: أدانت كوريا الجنوبية اليوم الخميس الانفجار الذي وقع في العاصمة التركية أنقرة أمس، قائلة إنه لا يمكن تبرير الإرهاب لأي سبب ونقلت وكالة أنباء «يونهاب» الكورية الجنوبية للأنباء عن شو جون هيوك المتحدث باسم الخارجية القول «لا يسعنا إلا أن نشعر بالصدمة والقلق إزاء الهجوم الإرهابي الذي وقع في أنقرة، ونحن ندين بشدة هذا العمل الإرهابي».[21]
- روسيا: أصدرت وزارة الخارجية بيانًا جاء فيه «لا يوجد تبرير لهذه الجريمة الهمجية. ويجب مساءلة مدبري هذا العمل ومنظميه».[22] وتحدث ديمتري بيسكوف الناطق الصحفي باسم الرئيس الروسي قائلًا «يدين الكرملين بأشد العبارات الهجوم الإرهابي الذي وقع في أنقرة يوم الأربعاء، ويعرب عن تعازيه لذوي الضحايا وأقاربهم ويتمنى الشفاء العاجل للمصابين».[22]
- ألمانيا: أدانت المستشارة الألمانية أنجيلا ميركل، الانفجار الذي وقع في أنقرة وأسفر عن مصرع 28 شخصا وجرح 61 آخرين وقالت “إن ألمانيا تقف إلى جانب الشعب التركي” واصفة الانفجار بأنه “عمل غير إنساني”.[23]
- الولايات المتحدة: أدانت الولايات المتحدة الاعتداء الإرهابي الذي استهدف بسيارة مفخخة، مساء أمس الأربعاء، قافلة عسكرية في وسط أنقرة، وخلف عشرات القتلى والمصابين، مشددة على تضامنها مع حليفتها تركيا في إطار حلف شمال الأطلسي وقدم المتحدث باسم الخارجية الأميركية، مارك تونر، التعازي إلى عائلات القتلى، وتمنياته بالشفاء العاجل للجرحى، مجددا شراكة بلاده مع تركيا لمكافحة التهديدات الإرهابية.[24]
- فرنسا: دانت فرنسا اليوم الأربعاء تفجيرات العاصمة التركية انقرة التي اسفرت عن مقتل 28 شخصا واصابة 61 اخرين.واكدت وزارة الخارجية الفرنسية في بيان وقوفها مع الحكومة التركية في جهودها لمحاربة الإرهاب واصفة تفجيرات انقرة بأنها أعمال.[25]
- المكسيك: أعرب رئيس المكسيك، إنريكي بينيا نييتو، عن إدانته للهجوم الذي استهدف قافلة عسكرية في العاصمة التركية أنقرة، مما أدى إلى سقوط نحو 28 قتيلاً و61 مصاباً، معرباً عن تضامنه مع الضحايا وقال نييتو عبر شبكة التواصل الاجتماعي تويتر إن «حكومة المكسيك تدين التفجير الذي وقع في أنقرة، وتعرب عن تضامنها مع الضحايا والحكومة التركية».[26]
- إسبانيا: أدانت إسبانيا، بشدة، الاعتداء الذي استهدف وسط مدينة «إسطنبول» التركية مخلفاً مقتل ما لا يقل عن اثنتي عشرة ضحية وعدداً من الجرحى وأضاف البيان، أن الحكومة الأسبانية التي تشاطر أسر الضحايا حزنهم وتتمنى الشفاء العاجل للجرحى.[27]

### منظمات حكومية ودولية
- منظمة التعاون الإسلامي: أدانت منظمة التعاون الإسلامي التفجير الإرهابي الذي وقع في العاصمة التركية أنقرة أمس، وأسفر عن سقوط 28 قتيلاً و61 جريحًا واستنكر معالي الأمين العام لمنظمة التعاون الإسلامي الأستاذ إياد بن أمين مدني هذا التفجير، وعده عملاً صادماً وشنيعاً لا يمت للقيم الإنسانية بأي صلة وقدم التعازي والمواساة للحكومة التركية والشعب التركي ولضحايا الحادث الأليم متمنياً للمصابين الشفاء العاجل.[28]
- الإتحاد الأوروبي: أدان قادة دول الاتحاد الأوروبي، اليوم، التفجير الذي شهدته العاصمة التركية أنقرة أمس الأربعاء والذي أودى بحياة 28 شخصا وإصابة العشرات وقال بيان صادر عن الاتحاد الأوروبي: «إن أعمال الإرهاب، غير مقبولة دائما بغض النظر عن مرتكبيها ومكان وقوعها» وأكد الاتحاد أن «أعضاءه سوف يبذلون الجهود من أجل مواجهة هذه الكارثة، بالتعاون مع الشركاء.. معربا عن تضامنه مع شعب تركيا».[29]
- الناتو: أدان الامين العام لحلف شمال الاطلسي (الناتو) بشدة “الهجوم الإرهابي” الذي وقع في أنقرة والذي قتل فيه ما لا يقل عن 28 شخصا، وأصيب 61 ففي بيان صادر الأربعاء أعرب أندرس فوغ راسموسن عن “أعمق تعازيه لعائلات القتلى وللشعب التركي” واضاف انه لا يمكن أن يكون هناك تبرير “لمثل هذه الأعمال الوحشية” وأن “حلفاء الناتو يقفون كتفا بكتف في القتال ضد الإرهاب”.[30]
- الأمم المتحدة: أدان الأمين العام للأمم المتحدة بان كي مون الهجوم الإرهابي الذي شهدته العاصمة التركية أنقرة وأسفر عن مقتل 28 شخصاً، وإصابة 61 آخرين بجروح وأكد الأمين العام في بيان أصدره المتحدث الرسمي باسمه، استيفان دوغريك، اليوم” إن الأمم المتحدة تقف تضامنا مع شعب وحكومة تركيا في هذا الوقت المأساوي” .. مضيفا ” إنني أدين الانفجار الذي وقع في ساعة الذروة بسيارة ملغومة في قلب مدينة أنقرة ” .[31]

## وصلات خارجية
- تفجيرات أنقرة 2016  - تصنيف ويكيميديا كومنز
- انفجار في أنقرة يخلف ما بين 90 قتيل وجريح  - ويكي أخبار